# 380er
Portal Geschichte | Portal Biografien | Aktuelle Ereignisse | Jahreskalender | Tagesartikel

◄ |
3. Jh. |
4. Jahrhundert
| 5. Jh. | ►

◄ |
350er |
360er |
370er |
380er
| 390er | 400er | 410er | ►

380 |
381 |
382 |
383 |
384 |
385 |
386 |
387 |
388 |
389

## Ereignisse
- 380: Theodosius I. erklärt in dem Edikt Cunctos populos das Christentum zur Staatsreligion im römischen Reich.
- Um 380 wird im Kaiserreich China unter der Jin-Dynastie der Gebrauch des Schiffskompasses üblich.
- 381: Das erste Konzil von Konstantinopel beendet den arianischen Streit.
- Um 385 führt Kaiser Theodosius I. den in Asien bereits weit länger bekannten Reitsattel in Europa ein.